# Deutschlandsberg
Deutschlandsberg (słoweń. Lonč) – miasto powiatowe w Austrii, w kraju związkowym Styria, siedziba i jedyne miasto w powiecie Deutschlandsberg. Liczy 11434 mieszkańców (1 stycznia 2015).